# Playa del Hornillo (Águilas)
Esta playa de la Costa Cálida está situada en el municipio de Águilas (Murcia) España. Se encuentra enclavada a lo largo de una pequeña bahía en la que a un extremo están la Playa Amarilla y una pequeña isla llamada Isla del Fraile y al otro extremo de dicha bahía se encuentra el embarcadero del Hornillo, gran obra arquitectónica construida a base de hierro y hormigón por el ingeniero británico Gustavo Gillman y la empresa de capital inglés Great Southern of Spain Railway Company Limited, que servía de embarcadero de mineral, proveniente de la Sierra de los Filabres, directamente desde las vagonetas del ferrocarril a los buques por gravedad de ahí su altura. Tras el cierre del embarcadero y después de bastantes años de abandono, sirvió en la década de los ochenta y noventa como piscifactoría marina de dorada y lubina, hasta que ésta se trasladó a mar abierto y fuera de la bahía, para mejorar la calidad de sus aguas para el baño.
Esta playa es por su proximidad a la línea férrea el lugar donde los habitantes de Lorca y localidades cercanas acuden en tren a la playa. En periodos vacacionales se incrementa el número de trenes debido al aumento de usuarios que acuden a dicha playa. 
Antes del cierre del Ferrocarril del Almanzora en 1985 era muy frecuentada por habitantes de las provincias cercanas de Granada y Almería. Antiguamente dicha playa se encontraba fuera del núcleo urbano principal de Águilas separada por la vía del ferrocarril, poco a poco la bahía ha sido absorbida mayoritariamente por el núcleo urbano (prácticamente ya pertenece a dicho núcleo), excepto la Playa Amarilla o del Cigarro y la Isla del Fraile, aunque se está en proceso de edificación en las inmediaciones.
Frente a la playa se alza una escalinata de mosaicos de vivos colores, entre los que predominan los azules y blancos, de estilo modernista. En la parte alta de dicha escalinata hay un mirador con jardines y bancos y una explanada en la que está la capilla del Ave María. El conjunto, denominado Rincón del Hornillo, es obra del artista murciano Juan Martínez Asensio, conocido como El Casuco, discípulo de Gaudí.
Actualmente hay también un gran centro comercial llamado Águilas Plaza en sus proximidades.

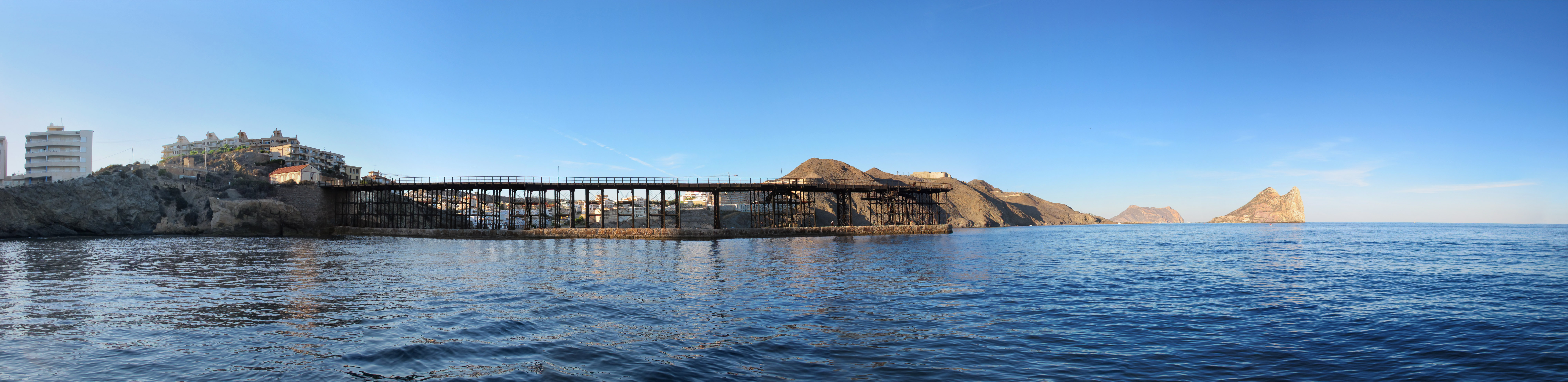
Embarcadero del Hornillo, frente a la playa. A la derecha, la Isla del Fraile.